# Соколовац (Кнежеви Виногради)
Соколовац (мађ. Katalinpuszta) је насељено место у Барањи, у саставу општине Кнежеви Виногради, Осјечко-барањска жупанија, Република Хрватска.

## Историја
До територијалне реорганизације у Хрватској насеље се налазило у саставу старе општине Бели Манастир.

## Становништво
Насеље је према попису становништва из 2011. године имало свега 14 становника.
| Националност       | 2001. | 1991. |
| Срби               | 26    | 42    |
| Хрвати             | 6     | 18    |
| Мађари             | 8     | 3     |
| остали и непознато | 15    | 7     |
| Укупно             | 55    | 70    |